# Roland Linz
Roland Linz (Leoben, 9 de Agosto de 1981) é um ex-futebolista Austríaco que atuava como centroavante.

## Carreira
A sua qualidade e as suas exibições nas Selecções jovens austríacas, despertaram desde muito cedo o interesse de Clubes de outros campeonatos e aos 15 anos transferiu-se para o Munique 1860, onde terminou a sua formação desportiva. Regressou duas épocas depois ao seu clube de origem, o DSV Leoben, onde em 2000/01 fez 21 golos em 34 jogos.

## Áustria e Portugal
Na época seguinte foi para o FK Austria, tendo realizado duas boas temporadas, rumando nas época seguintes (por empréstimo) ao Admira, Nice e Sturm Graz. Em 2005/06 disputou todo o campeonato ao serviço do Austria Wien e foi o melhor marcador do campeonato com 15 golos em 26 jogos. Decidiu então partir para um campeonato mais competitivo e teve a oportunidade de vir para Portugal, onde representou o Boavista. Foi um dos bons destaques da Liga 2006/07, com 10 golos em 27 jogos. É internacional pelo seu país habitualmente convocado, com mais de 25 jogos realizados.
Durante a primeira metade da época de 2008/2009, com a chegada de Jorge Jesus ao Braga, não jogou com regularidade. No início de 2009 foi emprestado ao Grasshopper Club, do campeonato suíço. No início da época 2009/2010 regressou ao plantel principal do Sporting de Braga, tendo depois sido anunciado o seu empréstimo ao Gaziantepspor Kulübü, da Turquia.